# Kashuni
Kashuni ou Qashuni (en arménien Քաշունի ; anciennement Maldash) est une communauté rurale du marz de Syunik en Arménie. En 2008, elle compte 30 habitants.